# Широносово
Широносово — деревня в Тульской области России. С точки зрения административно-территориального устройства входит в Алексинский район. В плане местного самоуправления входит в состав муниципального образования город Алексин.

## География
Деревня находится в северо-западной части области, в пределах северо-восточного склона Среднерусской возвышенности, в подзоне широколиственных лесов, на берегах реки Крушма, западнее деревни Душкино и села Сенево, и южнее деревни Болото. Восточнее Широносова находится дорога, ведущая из Алексина в Поповку и Першино, где соединяется с шоссе 132. От Тулы — 50 км, от Алексина — 10 км.

## Климат
Климат характеризуется как умеренно континентальный, с ярко выраженными сезонами года. Средняя температура воздуха летнего периода — 16 — 20 °C (абсолютный максимум — 38 °С); зимнего периода — −5 — −12 °C (абсолютный минимум — −46 °С). Снежный покров держится в среднем 130—145 дней в году. Среднегодовое количество осадков — 650—730 мм.

## История

### Административная принадлежность
В 17 и начале 18 в. Широносово входило в Конинский стан Алексинского уезда.
С конца 18 в. и до революции Широносово была центром Широносовской волости Алексинского уезда Тульской губернии.
В 1924 году вошла в Стрилецкий сельсовет.
В селе сосуществовала (с 1893) школа грамоты.
Решением исполнительного комитета Тульского областного Совета депутатов трудящихся от 12 апреля 1974 года N 6-188 «Об изменениях в административно-территориальном делении районов области» была исключена из учётных данных. Восстановлена Постановлением Администрации Тульской области от 12 марта 2009 года № 111 «О признании утратившими силу некоторых решений исполнительного комитета Тульского областного Совета народных депутатов».

### Владельцы
- Переписная книга 1626 г. — Иван и Афанасий Даниловичи Одуевцевы (Широносово Подольняя тож — единственный раз, когда упоминается под вторым названием).
- Переписная книга 1646 г. — Афанасий Данилович Одуевцев (помещичье владение), Афанасий Фёдорович Боборыкин (вотчинное владение).
- Писцовая книга 1685 г. — Иван и Афанасий Даниловичи Одуевцевы, боярин Борис Гаврилович Юшков.
- Ревизия 1709 г. — Борис Гаврилович Юшков (вотчинное владение). Предположительно была ещё одна ревизия на другого владельца.
- Ревизия 1721 г. — Михаил Михайлович Голицын (сохранилась; предположительно была также ревизия по крестьянам Юшкова, не сохранилась, в оглавлении лист с фамилиями на букву «Ю» отсутствует).
- Ревизия 1745 г. — Михаил Михайлович Голицын и Иван Иванович Юшков (упоминаются в оглавлении ревизий, но ревизии не сохранились).
- Ревизия 1763 г. — согласно ей, купец Л. И. Лугинин купил крестьян у Юшкова в 1760 г.; часть крестьян была вскоре после того переведена на Урал на Златоустовские заводы[4]. Ревизия по крестьянам Голицына не сохранилась.
- Ревизия 1782 г. — вместе с селениями Ушаково, Богатьково и Ащерино принадлежит купцу первой гильдии, заводчику Лариону Ивановичу Лугинину. Часть селения, судя по следующей ревизии 1795 г., принадлежала Голицыным, однако эта ревизия не сохранилась.
- Ревизия 1795 г. — вместе с селениями Ушаково, Богатьково и Ащерино принадлежит князю Михаилу Михайловичу Голицыну[5], а также Ивану и Николаю Максимовичам Лугининым, внукам умершего в 1785 г. Лариона Лугинина[6]
- Ревизия 1811 г. — вместе с селениями Ушаково, Богатьково и Ащерино принадлежит князьям Александру и Сергею Михайловичам Голицыным.
- Ревизия 1816 г. — принадлежит князьям Александру и Сергею Михайловичам Голицыным.
- Ревизия 1834 г.
- Ревизия 1850 г. — Александр Иванович Воронецкий.
- Ревизия 1858 г. — Александр Иванович Воронецкий.

### Троицкая церковь
В селе находилась Троицкая церковь, к приходу которой также были приписаны крестьяне дер. Богатьково, Ощерино (Ащерино) и Ушаково, с прихожанами (1895) общим числом 306 мужского пола и 313 женского пола. а с 1860-х гг. к приходу также приписано Перешибово, ранее относившееся к приходу в с. Белолипки.
Время образования прихода неизвестно. Каменный храм в честь святой Троицы построен (1827) вместо бывшего деревянного храма, о котором сведений не сохранились. Храмоздатель нового храма князь Голицын Сергей Михайлович. Храм был самостоятельным (до 1879), а потом приписан к приходу села Белолипки.
В храме хранилось древнее Евангелие, изданное при патриархе Иоакиме (1677). Судя по этому остатку старины, можно предположить, что широносовский приход — один из древних. Для проживания священника имелся приходский дом. Церковной земли числилось: усадебной — 2 десятины, полевой, сенокосной и под лесом — 33 десятины.
После революции храм был разрушен, местонахождение Евангелия неизвестно.

## Население
| 1859 | 1915 | 2010 |
| ---- | ---- | ---- |
| 137  | ↗218 | ↘11  |

## Транспорт
Деревня доступна автотранспортом.